# Гамбергіт
Гамбергіт (рос. гамбергит; англ. hambergite; нім. Hambergit m) — мінерал, гідроксилборат берилію.

## Загальний опис
Хімічна формула: 8[Be2(BO3) (OH)], ОН може заміщатися F. Містить (%): ВеО — 53,31; В2О3 — 37,09; інше — вода.
Сингонія ромбічна.
Утворює ізометричні, іноді призматичні кристали зі штрихуванням на гранях.
Спайність довершена і добра.
Твердість 6,5—7,5.
Густина 2,86.
Блиск скляний.
Безбарвний, сірий або жовтуватий.
Зустрічається у лужних пегматитах і розсипах. Рідкісний.

## Різновиди
Розрізняють:
- гамберґіт флуористий (різновид гамберґіту, який містить ізоморфну домішку флуору).